# رينيه بوري

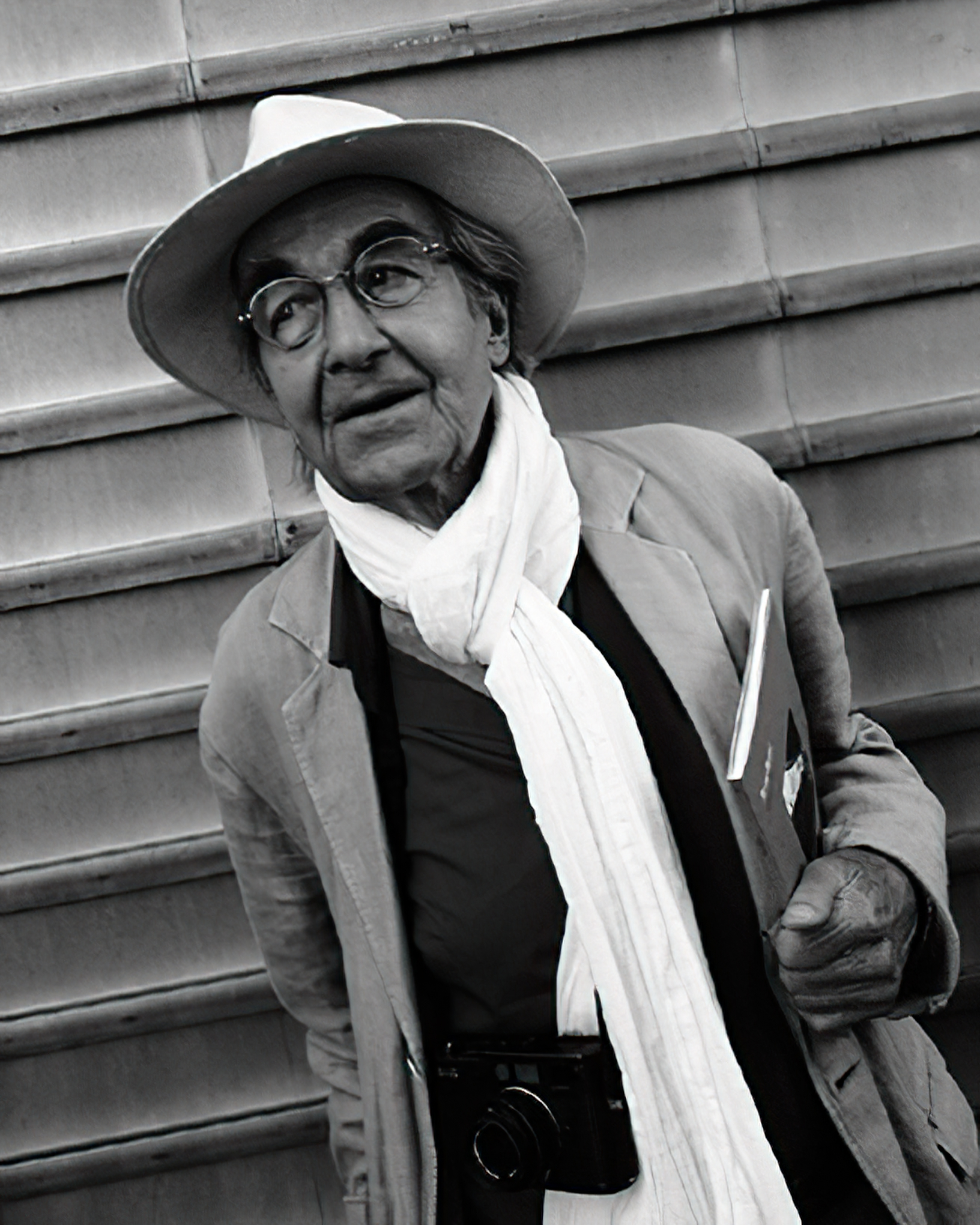
رينيه بوري

رينيه بوري مصور سويسري وأحد أشهر وأهم المصورين ولد في 9 أبريل عام 1933م بمدينة زيورخ بسويسرا، ذاعت شهرته بسبب العديد من الصور التي ألتقطها وتحولت بعد ذلك لأيقونات مثل صورة تشى جيفارا الشهيرة وصورة فيدل كاسترو والرسام الشهير بيكاسو، كما له أيضا العديد من الصور التي نالت شهرة عالمية في المجالات السياسية والتاريخية والثقافية والصراعات العسكرية، وقد عرضت صوره في كثير من المتاحف وبخاصة في مسقط رأسه بزيورخ.

## مشواره
درس رينيه بكلية الفنون التطبيقة في مدينة زيورخ من عام 1949 حتى عام 1953م وتتلمذ على يد العديد من أساتذة التصوير وأشهر المصورين في العالم، بعدها وخلال قضاءه فترة خدمته العسكرية عمل رينيه كمصور أفلام وثائقية، ثم عمل لدى شركة أنتاج أفلام والت ديزني كمساعد مصور تليفزيونى حتى عام 1955م، في الفترة من 1955 حتى 1959 سافر رينيه إلى العديد من الدول منها مصر وسوريا والعراق والأردن وتركيا وإيطاليا وفرنسا واليونان والبرازيل ونشرت صوره بعدد من كبريات الصحف والمجلات منها على سبيل المثال مجلة لايف Life وجريدة نيويورك تايمز وبارى ماتش، وقد عمل رينيه لدى وكالة ماجنوم للتصوير بعد انتهاء دراسته عام 1959م بدوام جزئي قبل أن يتحول للعمل بدوام كامل عام 1959م وقام بتصوير العديد من الأحداث السياسية والعسكرية وكذلك العديد من الشخصيات السياسية والفنية لصالحها وأنتخب في عام 1982م ليكون رئيس ماجنوم فرنسا.
في العام 1963م وحين كان رينيه يعمل في كوبا أستطاع أن يلتقط مجموعة من الصور للثائر تشى جيفارا منها صورة لجيفارا وهو يدخن سيجاره والتي أصبحت فيما بعد أحد الصور الأيقونية التاريخية، وله أيضا صورة تاريخية لفيدل كاسترو وهو يرتدى قبعته ويدخن السيجار، وقد فاز رينيه بجائزة راينهارت فون غرافيريد عن مجمل أعماله.

## وفاته
توفى رينيه بوري في 20 أكتوبر عام 2014م عن عمر 81 عاما بعد إصابته بمرض عضال.

## روابط خارجية
- رينيه بوري على موقع IMDb (الإنجليزية)
- رينيه بوري على موقع مونزينجر (الألمانية)
- رينيه بوري على موقع ميوزك برينز (الإنجليزية)
- رينيه بوري على موقع ديسكوغز (الإنجليزية)